# شیان (سنندج)
شیان یک روستا در ایران است که در استان کردستان واقع شده‌است. شیان ۸۳۴ نفر جمعیت دارد.